# Jiří Ptáčník
Jiří Ptáčník (* 24. listopadu 1948) je český herec, televizní hlasatel, rozhlasový moderátor a voiceover.
Jako herec působil od roku 1970 do roku 1990 v angažmá v Divadle v Kolíně, poté hrál tři roky v kladenském divadle. Souběžně s tím působil jako hlasatel v Československé televizi v letech 1976 až 1981, opětovně v České televizi působí od roku 1991. Jako hlasatel a moderátor spolupracuje s Českým rozhlasem na stanici ČRo2 Praha.
Jedná se také o úspěšného dabingového herce, působí též coby známý voiceover.